# A-bus (Køge)
 For alternative betydninger, se A-bus. (Se også artikler, som begynder med A-bus)
A-busser er en type bybusser i Køge, der kører forholdsvis ofte og er let tilgængelige i kraft af mange stoppesteder. A-busserne er gule og kan kendes på deres røde hjørner.
Der er to A-buslinjer i Køge, der begge blev etableret 12. december 2010. Linje 101A kører fra Køge Nord Station via Ølby Station, Køge Station og Boholte til Hastrup. Linje 102A kører fra Køge Station via Herfølge, Rønnede og Tappernøje til Præstø. Mellem Holmebækskolen i Herfølge og Præstø fungerer linjen i praksis som rutebil. I Køge er der natdrift på begge linjer nat efter fredag og lørdag.
A-busserne tilhører trafikselskabet Movia, der har udliciteret driften til Vikingbus. Busserne er 12 m elbusser af typen Mercedes-Benz O530 eCitaro, der oplades i garageanlægget på Sandvadsvej i Køge.

## Generelt
A-busser er oprindelig HUR Trafiks og nu Movias udgave af begrebet stambusser, der også findes i flere andre større byer under forskellige betegnelser, for eksempel Berlin (Metrobus) og Stockholm (stombusslinjer). De er tænkt som linjer af høj kvalitet med hyppig drift og direkte linjeføringer, der udgør et attraktivt grundnet. På stoppestedsstanderne er de markeret med røde skilte, ligesom der en del steder er automatisk nedtælling til næste bus på de linjer, der stopper der.
Køge betjenes af to A-buslinjer, 101A og 102A, der suppleres af forskellige andre buslinjer. Linje 101A kører hvert tiende minut mellem Køge Nord st. og Ølby st. i myldretiderne mandag-fredag, hver halve time imellem og ellers hver time. Mellem Ølby st. og Hastrup køres hvert tiende minut i dagtimerne mandag-lørdag og hvert tyvende minut om aftenen og hele søndagen. I morgenmyldretiden er der ekstrakørsel fra Køge st. til Campus Køge. Linje 102A kører kører hvert kvarter i dagtimerne mandag-fredag, hvert tyvende minut i dagtimerne lørdag og hver halve time aften og søndag mellem Køge st. og Holmebækskolen i Herfølge. I dagtimerne og først på aftenen fortsætter linjen desuden en gang i timen til Præstø, hvor den reelt fungerer som rutebil. På linje 101A køres der desuden hver halve time nat efter fredag og lørdag mellem Ølby st. og Hastrup samt en gang i timen mellem Køge Nord st. og Ølby st. Linje 102A kører tilsvarende hver halve time nat efter fredag og lørdag mellem Køge st. og Holmebækskolen.

## Historie
Konceptet med A-busser kommer fra København, hvor de første kom på gaden 20 oktober 2002. Baggrunden for indførelsen af dem var etableringen af metroen i København, der medførte en række ændringer og reduktioner af busnettet. I den forbindelse valgte man at nytænke nettet med seks stambuslinjer med så høj hyppighed, at køreplaner kunne undværes, og suppleret af et antal almindelige linjer med lavere hyppighed. Konceptet havde svenske og nederlandske forbilleder og ville være overskueligt og attraktivt for passagererne. Navnet A-busser blev valgt med den begrundelse, at "A står for det bedste vi har (A-klasse)"
A-busserne blev indført af HUR Trafik, en del af det daværende Hovedstadens Udviklingsråd (HUR). Det blev imidlertid nedlagt ved Strukturreformen i 2007, hvor HUR Trafik samtidig blev fusioneret med Vestsjællands Trafikselskab og Storstrøms Trafikselskab til Movia. Det nye selskab valgte efterfølgende at udbrede konceptet med A-busser til en række provinsbyer rundt om på Sjælland i løbet af 2009-2011. Her kom der typisk kvarterdrift i dagtimerne mandag-fredag. Det var godt nok en lavere frekvens end i København, men til gengæld var det højere end de almindelige bybuslinjer i provinsbyerne.
Køge fik A-busser ved køreplansskiftet 12. december 2010, hvor de hidtidige bybuslinjer 501 og 502 blev afløst af nye A-buslinjer 101A og 102A i forbindelse med en omlægning af busnettet i byen. Linje 101A erstattede linje 501 mellem Køge st. og Hastrup i syd men fik samtidig en gren nord på til Ølby st. og i myldretiden til Køge Handelsskole som erstatning for linje 210 og 243 samt en del af linje 245. Strækningen mellem Ølby st. og Køge Handelsskole (nu Campus Køge) blev dog kun betjent i myldretiden, en nyhed for A-busser der ellers betjener deres strækninger hele døgnet. Linje 102A bød også på en nyhed, idet den ikke kun holdt sig til at være bybus i Køge om og omegn. Den erstattede ganske vist linje 502 fra Køge st. til Holmebækskolen i Herfølge, men derudover kom den til at fortsætte som rutebil til Præstø en gang i timen som erstatning for linje 256.
Passagerne tog godt imod de nye A-buslinjer. Allerede i 2013 kunne Movia prale med, at passagertallet var steget med 28 % i forhold til før indførelsen. Et par år efter så det endnu bedre ud. Det årlige passagertal for alle busser i Køge Kommune var således steget med 65 % fra 2,4 mio. i 2009 til 3,9 mio. i 2015. Omkring halvdelen af passagerne benyttede linje 101A. Desuden var andelen af tilfredse passagerer steget fra 89,3 % til 98,4 % i samme periode.

### Natdrift og shuttlebus
Fra 9. december 2012 kunne Køge som den formentlig første danske by byde på buslinjer i døgndrift, da linje 102A også begyndte at køre nat efter fredag og lørdag mellem Køge st. og Holmebækskolen. Fra 11. august 2013 fik den selskab af makkeren linje 101A, der fra da også kørte nat efter fredag og lørdag mellem Ølby st. og Hastrup. Med halvtimesdrift var der ganske vist noget længere mellem busserne om natten end om dagen, men det betød ikke desto mindre, at de to linjer kom til at køre uafbrudt fra fredag morgen til søndag aften. For linje 102A var det desuden en væsentligt forøgelse i forhold til natbuslinje 97N, der betjente strækningen til Holmebækskolen med nogle få afgange førhen. Konceptet spredte sig dog sig til de øvrige provinsbyer med A-busser, men i København indførtes der drift på dem døgnet rundt hele ugen fra natten mellem 23. og 24. marts 2013.
A-busserne blev dog også ændret på andre måder, blandt andet i forbindelse med en omlægning af Ivar Huitfeldts Vej i 2015 og ombygning af området ved Køge st. Længere mod nord betød påvirkninger fra anlægget af København-Ringsted-banen, at linje 101A's kørsel mellem Ølby st. og Køge Handelsskole måtte udskilles som shuttlebuskørsel en overgang i 2016 og permanent fra 30. januar 2017 for at undgå forsinkelser.
I 2013 kom der ideer frem om at indføre +Way, der er Movias udgave af bus rapid transit (BRT) med højklassede busser, busbaner og stoppesteder, i Køge. Planen var at omdanne og forlænge den nordlige del af linje 101A, så den ville køre som +Way mellem Køge Station og den kommende Køge Nord Station på København-Ringsted-banen. Den forlængede linje ville betjene et nyt boligområde ved den nye station og undervejs passere Sjællands Universitetshospital, Køge og Campus Køge, der begge havde vokseværk. Hvis projektet gennemførtes, forventedes anlægsudgifterne at løbe op i ca. 40 mio. kr., hvilket forventedes opvejet af øgede passagertal.
Køge Nord Station blev indviet sammen med banen 31. maj 2019 og åbnet for driften dagen efter. Ved den lejlighed blev den almindelige del af linje 101A forlænget fra Ølby st. ad Nordhøj og Egedesvej til den nye station. Til gengæld indskrænkedes shuttlebuskørslen mellem Ølby st. og Campus Køge. Året efter, 28. juni 2020, blev linje 101A omlagt ad Mimersvej og en ny busbro til Køge Nord st. Broen er anlagt af Køge Kommune som en del af +Way-projektet og sparer busserne for en større omvej via Egedesvej.
27. juni 2021 blev linje 101A omlagt, så den kom til at køre ad en ensrettet sløjfe via Campus Køge i begge retninger. Til gengæld bortfaldt shuttlebuskørslen mellem Ølby st. og Campus Køge. 11. april 2023 blev linje 102A som et treårigt forsøg omlagt via Tureby Station i forbindelse med, at der kom direkte tog fra Næstved via Køge til København. Tidligere havde det ellers være overvejet at lade linje 102A køre via Herfølge Station, når det skete.

### BRT-inspirerede tiltag
I oktober 2021 offentliggjorde Movia og Køge Kommune et mulighedsstudie om hvordan, man kan forbedre fremkommeligheden på linje 101A på strækningen mellem Ølby st. og Køge Gymnasium. Tanken er at det skal være nemt, effektivt og klimavenligt at benytte den kollektive trafik. Desuden vil det kunne understøtte byudviklingen flere steder. Men de ønsker støder i praksis på problemer med trængsel på især Ringstedvej, Stensbjergvej og ind- og udkørslen ved Ølby st. Ved brug af tiltag inspireret af bus rapid transit så som busbaner på delstrækninger og prioritering i lyskryds, vil busserne imidlertid kunne komme både hurtigere og mere præcist frem. Ved Sjællands Universitetshospital, Køge omlægges linjen desuden via en ny hovedindgang, så man undgår den tidskrævende frem- og tilbagekørsel ved den nuværende indgang.
Stoppestederne ønskes opgraderet i varierende omfang med overdækning, siddepladser, realtidsinformation, cykelparkering mv. Desuden skal der være bedre sammenhæng med omgivelserne. Nogle af stoppestederne såsom Torvebyen foreslås derfor flyttet, så der bliver bedre forbindelserne til de lokale stinet. Ved Køge Idrætspark, hvor der er planlagt byudvikling, skal stoppestederne for de to retninger samles ved en ny adgangsvej. Stoppestedet ved Græsmarksvej på Nørre Boulevard foreslås til gengæld nedlagt, da der er forholdsvis få passagerer og kort til andre stoppesteder.
Det anslås at tiltagene vil koste ca. 47 mio. kr. Infrastruktur med busbaner, signalsystemer og arealerhvervelser vil koste ca. 24-25 mio. kr. og forbedringer af stoppestederne ca. 22-23 mio. kr. Linje 101A vil til gengæld kunne spare 2-2½ minut, svarende til 14 % af køretiden mellem Ølby st. og Køge Gymnasium. Det er eksklusive omlægningen ved sygehuset, der vil give en besparelse på ½-1 minut. Linje 103 og 260R vil også få kortere køretid som følge af tiltagene. Samlet forventes tiltagene at kunne give ca. 360 flere daglige påstigende, heraf ca. 300 på linje 101A. Der kan imidlertid tiltrækkes endnu flere passagerer, hvis den sparede køretid benyttes til hyppigere drift.

## A-buslinjerne
| Linje | Oprettet          | Linjeføring | Bemærkninger |
| ----- | ----------------- | --- | --- |
| 101A  | 12. december 2010 | (Køge Nord Station – Campus Køge – ) Ølby Station – Sjællands Universitetshospital, Køge – Køge Station – Boholtecentret – Lerbæk Torv – Hastrup, Fasanvej | Køge Nord Station - Ølby Station kun af hver tredje afgang i dagtimerne mandag-fredag og kun en gang i timen aften og weekend. Nat efter fredag og lørdag køres hver time mellem Køge Nord Station og Ølby Station og hver halve time mellem Ølby Station og Hastrup, Fasanvej. |
| 102A  | 12. december 2010 | Køge Station – Herfølge Skole – Holmebækskolen (– Tureby Station – Dalby – Rønnede – Tappernøje – Præstø Overdrev – Præstø Rutebilstation)                 | Holmebækskolen - Præstø kun en gang i timen og kun i dag og aften. Nat efter fredag og lørdag køres hver halve time mellem Køge Station og Holmebækskolen. |

## Passagertal
De to A-buslinjer havde sammenlagt 2,3 mio. passagerer i 2024 med 1,6 mio. på linje 101A og 0,7 mio. på linje 102A. Da linje 102A delvist fungerer som rutebil, er det ikke umiddelbart muligt at sammenligne den med andre linjer.
Passagerne tælles stikprøvevis ved hjælp af såkaldte tællebusser, der er udvalgte busser med indbygget computer, der blandt andet tæller antallet af passagerer, der står på og af. Konceptet med tællebusser er ikke specielt for A-busserne men blev indført generelt efter forsøg med det i begyndelsen af 1980'erne. I 2008 var der 92 tællebusser i hele Hovedstadsområdet, der var indsat, så alle ture blev talt mindst en hverdag om måneden og tilsvarende for lørdag og søndag hvert kvartal. Ved den efterfølgende opregning af tallene tilføjes desuden ekstrakørsel og et tillæg for 0-2-årige børn, der ikke tælles automatisk.
| Linje | 2021      | 2022      | 2023      | 2024      |
| ----- | --------- | --------- | --------- | --------- |
| 101A  | 1.097.547 | 1.434.219 | 1.610.317 | 1.561.438 |
| 102A  | 0563.575  | 0664.607  | 0686.779  | 0695.247  |
| I alt | 1.661.123 | 2.098.826 | 2.297.096 | 2.256.685 |

## Historisk oversigt over A-buslinjerne
Nedenfor er gjort rede for både permanente og længerevarende midlertidige ændringer på A-buslinjerne. Ved de midlertidige hersker der dog til tider en vis usikkerhed om de konkrete datoer, hvorfor angivelserne må tages med forbehold. Der er set bort fra omlægninger af få dages varighed og i forbindelse med forskellige arrangementer. Desuden er der set bort fra oprettelser og nedlæggelser af stoppesteder.
Ved datoangivelserne er generelt gået ud fra driftsdøgnet, der går fra ca. kl. 5 om morgenen den pågældende dag til ca. kl. 5 næste dags morgen. Permanente ændringer vil typisk være trådt i kraft ved begyndelsen af driftsdøgnet. Midlertidige ændringer kan være trådt i kraft ved begyndelsen af driftsdøgnet, men det kan også være sket i løbet af det. Tilsvarende kan midlertidige ændringer være afsluttet i løbet af driftsdøgnet, men de kan også have fortsat til slutningen af det, dvs. til om morgenen dagen efter den angivne dato.

### Linje 101A
- Overordnede linjevarianter
  - Hastrup, Fasanvej – Ølby Station[3]
  - Hastrup, Fasanvej - Køge Nord Station[3]
- Vigtige knudepunkter
  - Køge Nord Station, Ølby Station, Køge Station
- Materiel (fælles med linje 102A)
  - 16 12 m elbusser af typen Mercedes-Benz O530 eCitaro garageret hos Vikingbus, Køge.[1]

| Entreprenør       | Entreprenør               |
| Fra               | Operatører                |
| ----------------- | ------------------------- |
| 12. december 2010 | Arriva Skandinavien, Køge |
| 11. december 2011 | Lokalbus, Køge            |
| 2021              | Vikingbus, Køge           |

| Rutehistorik (permanente og længerevarende midlertidige større ændringer) | Rutehistorik (permanente og længerevarende midlertidige større ændringer) |
| Dato/periode                                                              | Ændring |
| ------------------------------------------------------------------------- | --- |
| 12-12-2010                                                                | Linje 101A oprettes ad følgende rute: Køge Handelsskole, EUC Køge-Lyngvej – Stensbjergvej – Ølby st. – Stensbjergvej – Lykkebækvej – Køge Sygehus – Stensbjergvej – Nørre Boulevard – Niels Juels Gade – Ivar Huitfeldts Vej – Køge st. – Bag Haverne – Fændediget – Brogade – Blegdammen – Ringstedvej – Parkvej – Marksvinget – Søsvinget – Klemenstorp – Langelandsvej – Hastrup, Langelandsvej/Jyllandsvej Køge Handelsskole (nu Campus Køge) – Ølby st. betjenes kun i myldretiden. Linjen erstatter hele eller dele af linje 210, 243, 501, 525 og 856, der alle nedlægges. |
| ??-05-2012                                                                | Forlænges i Hastrup ad Langelandsvej til ny vendeplads ved Vordingborgvej. |
| 12-11-2012                                                                | Omlægges fra Ølby st. ad ny vej til krydset Stensbjergvej/Lykkebækvej. |
| 11-08-2013                                                                | Udvides med natdrift, så der køres hele døgnet i weekenden (fra fredag morgen til søndag aften) mellem Hastrup og Ølby st. |
| 05-07-2015                                                                | Ivar Huitfeldts Vej omlægges øst om Teaterbygningen og forlænges til Fændediget. Herefter køres ad den nye vej i stedet for ad Bag Haverne. |
| 12-02-2016                                                                | Lyngvej spærres ved Campus Køge som følge af anlægget af København-Ringsted-banen, og linjen omlægges derfor ad Nordhøj - ny Lyngvej. Ændringen medfører at linjen ikke kan overholde køreplanen, hvorfor den normale kørsel mellem Ølby st. og Campus Køge erstattes af en shuttlebus 12.-21. februar og 29. februar - 20. marts 2016. |
| 29-05-2016                                                                | Omlægges ad Lykkebækvej - Stensbjergvej fordi busvej ved Køge Sygehus lukkes. |
| 30-01-2017                                                                | Kørslen mellem Ølby st. og Campus Køge udskilles som en særlig shuttlebus der kører mandag-fredag i dagtimerne. Ændringen skyldes arbejder på Campus Køge og med København-Ringsted-banen. |
| Ca. april 2018                                                            | Omlægges ad Karlemosevej i stedet for ad Stensbjergvej - Lyngvej som følge af vejændring. |
| 01-06-2019                                                                | Den almindelige del af linjen forlænges fra Ølby st. ad Nordhøj - Egedesvej - Nordstjernen til Køge Nord Station. Mellem Ølby st. og Køge Nord køres to gange i timen i dag- og aftentimerne, men ikke om natten. Shuttlebuskørslen mellem Ølby st. og Campus Køge indskrænkes, så der kun køres til Campus Køge om morgenen og fra om eftermiddagen. |
| 28-06-2020                                                                | Omlægges ad Mimersvej - ny busbro - Ølsemagle Kirkevej - Nordstjernen i stedet for via Egedesvej. Mellem Ølby st. og Køge Nord køres to gange i timen i dag- og aftentimerne mandag-lørdag samt på alle afgange om aftenen, søndag og ved natkørsel. Shuttlebuskørslen mellem Ølby st. og Campus Køge indskrænkes, så den kun finder sted på skoledage. |
| 27-06-2021                                                                | Omlægges så der køres i sløjfe med uret ad Lyngvej - Campusbuen - Campus Køge - Lyngvej i begge retninger. Samtidig ophører shuttlebuskørslen mellem Ølby st. og Campus Køge. Mellem Ølby st. og Køge Nord st. køres på alle afgange i myldretiderne, to gange i timen indimellem og hver time aften, weekend og ved natkørsel. |

### Linje 102A
- Overordnede linjevarianter
  - Køge Station – Holmebækskolen[4]
  - Køge Station – Præstø Rutebilstation[4]
- Vigtige knudepunkter
  - Køge Station, Præstø Rutebilterminal og skolerne i Herfølge
- Materiel (fælles med linje 101A)
  - 16 12 m elbusser af typen Mercedes-Benz O530 eCitaro garageret hos Vikingbus, Køge.[1]

| Entreprenør       | Entreprenør               |
| Fra               | Operatører                |
| ----------------- | ------------------------- |
| 12. december 2010 | Arriva Skandinavien, Køge |
| 11. december 2011 | Lokalbus, Køge og Præstø  |
| Ca. 1. maj 2020   | Lokalbus, Køge            |
| 2021              | Vikingbus, Køge           |

| Rutehistorik (permanente og længerevarende midlertidige større ændringer) | Rutehistorik (permanente og længerevarende midlertidige større ændringer) |
| Dato/periode                                                              | Ændring |
| ------------------------------------------------------------------------- | --- |
| 12-12-2010                                                                | Linje 102A oprettes ad følgende rute: Køge st. – Ivar Huitfeldts Vej – Bag Haverne – Fændediget – Brogade – Søndre Allé – Søndre Viaduktvej – Vordingborgvej – Billesborgvej – Herfølge-Tessebøllevej – > Holmebækvej >(/< Møllebækvej < Hestehavevej <) -Holmebækskolen – Holmebækvej – Vordingborgvej – Dalby – Rønnede – Karlshøj – Hovedvejen – Tappernøje – Smidstrupvej – Nørre Smidstrup – Bredeshave – Strandvejen – Præstø Overdrev – Faksevej – Rødeledsvej – Jernbanevej – Præste Rutebilstation Holmebækskolen - Præstø Rutebilstation betjenes kun en gang i timen. Linjen erstatter blandt andet linje 257, 502 og 526 der nedlægges. |
| 24-09-2012 – 15-02-2013                                                   | Omlægges ad Blegdammen > Ringvejen i stedet for Søndre Allé. Omlægningen skyldes etablering af rundkørsel i krydset Blegdammen/Søndre Allé/Strandvejen/Køge Bro. |
| 09-12-2012                                                                | Køreplanen ændres så der også køres nat efter fredag og lørdag mellem Køge st. og Holmebækskolen. Derved erstattes linje 97N på denne delstrækning. |
| 05-07-2015                                                                | Ivar Huitfeldts Vej omlægges øst om Teaterbygningen og forlænges til Fændediget. Herefter køres ad den nye vej i stedet for ad Bag Haverne. |
| 10-02-2021 - ca. 25-10-2021                                               | Omlægges ad Vordingborgvej - Møllebækvej i retning mod Holmebækskolen og Præstø. Omlægningen skyldes åbning af coronavaccinationscenter i Herfølge Hallen. |
| 11-04-2023                                                                | Omlægges ad Sonnerupvej - Tureby st. - Turebyvej som et treårigt forsøg. |

## Galleri
- Linje 102A ved Køge Station.
- Linje 101A imod Køge Nord ved Køge Station.
- Linje 102A imod Præstø: Atypisk A-bus linje, da den ikke kun figurerer som bybus.